# Danh sách trung tâm mua sắm ở Bangkok
Dưới đây là danh sách  trung tâm thương mại nổi bật tại Băng Cốc, Thái Lan:

## A

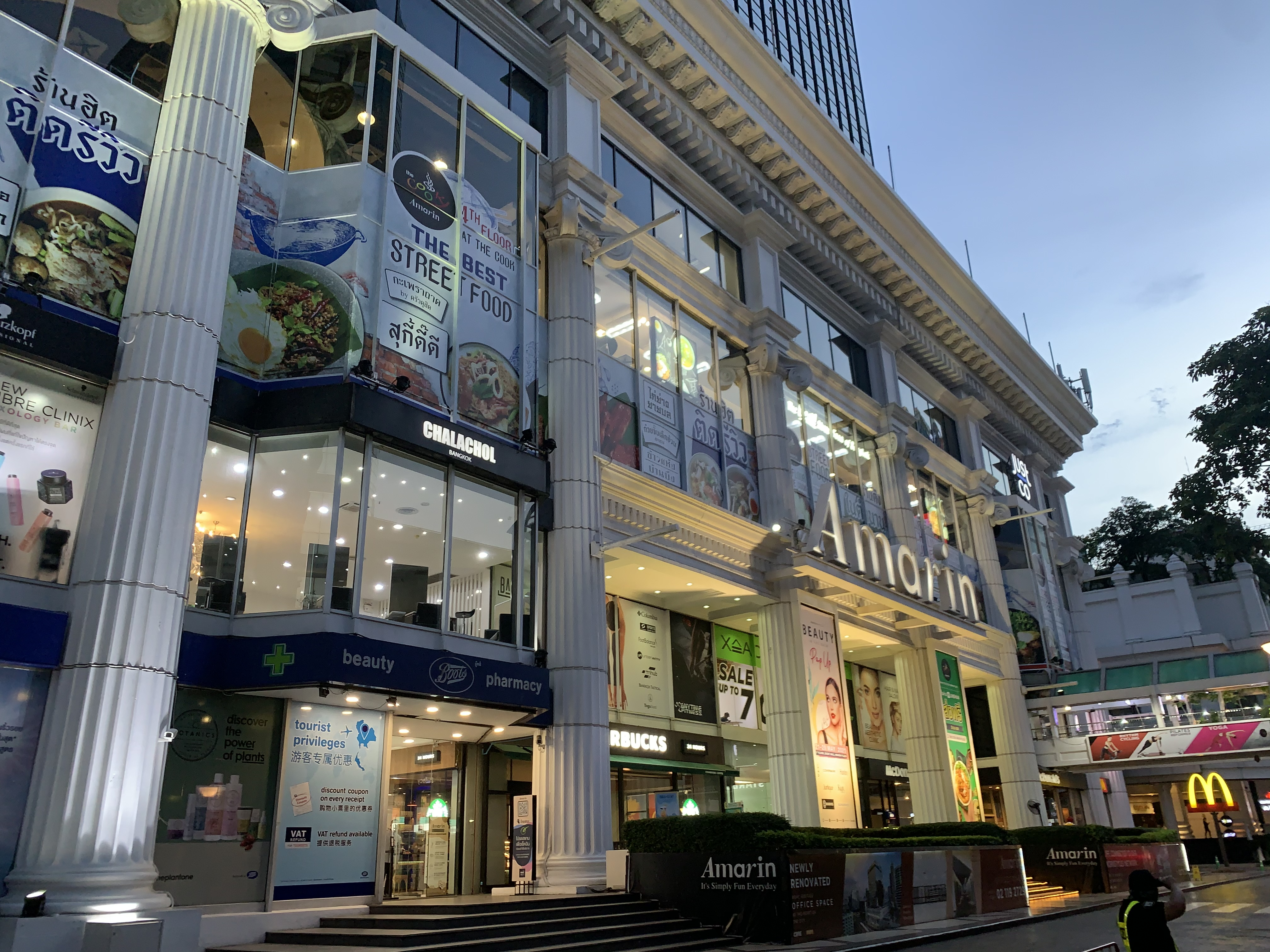
Gaysorn Amarin

- Gaysorn Amarin, Ratchaprasong
- Asiatique,[1] Ga Saphan Taksin BTS

## B
- Bangkok Mall, Bangna

## C

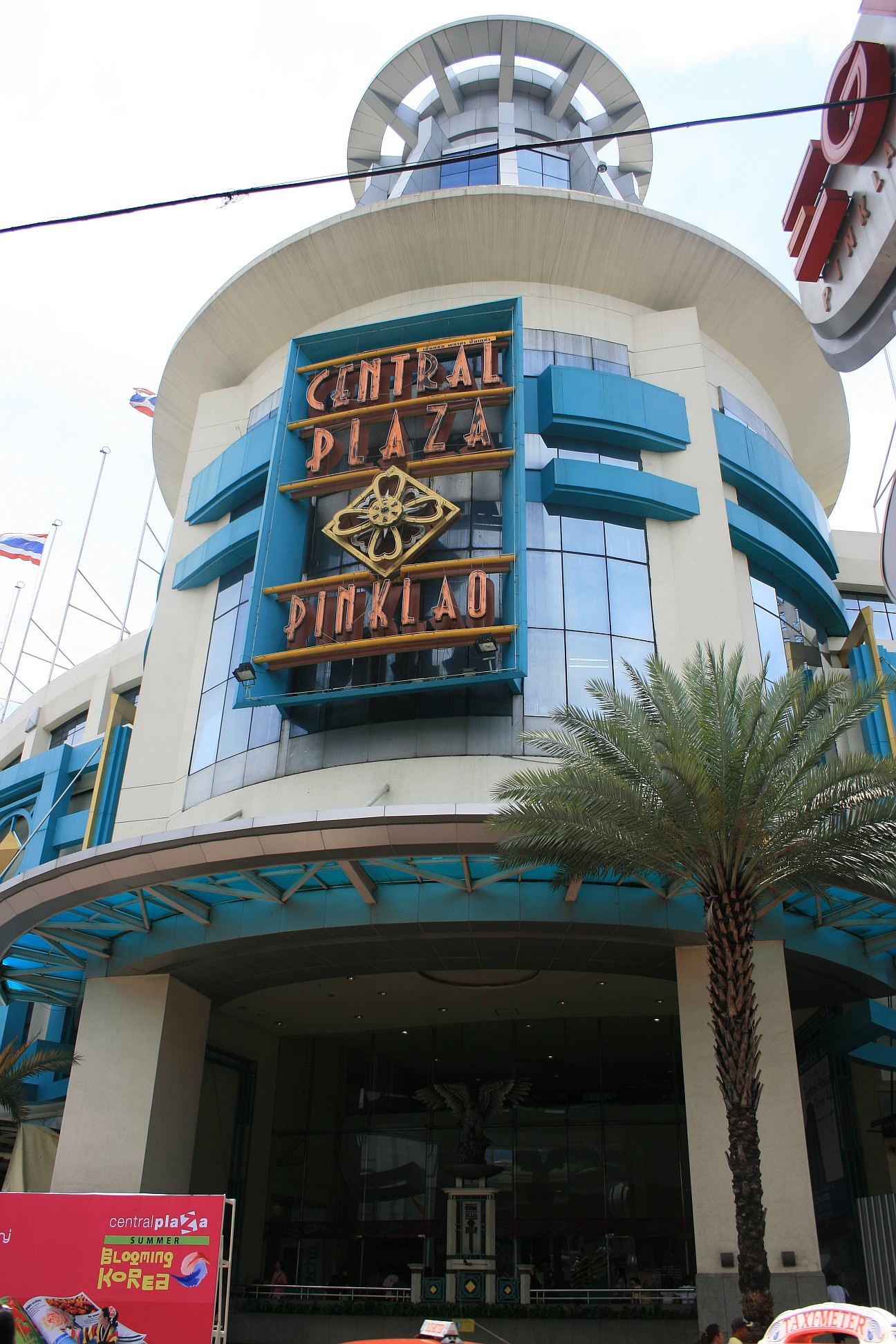
Central Pinklao

- Central Embassy, Phloenchit
- Central Bangna, Bang Na
- Central Chaengwattana, Pak Kret
- Central Rama 9,[2] Đường Rama IX, Đường Ratchadaphisek
- Central Ladprao, Nút giao Lat Phrao
- Central Pinklao, Đường Barommarat Chachonnani, Bangkok Noi
- Central Rama 2, Đường Rama II
- Central Ramindra, Raminthra
- Central Rama 3, Đường Rama III
- Central Rattanathibet, Đường Rattanathibet
- Central WestGate, Nonthaburi
- CentralWorld, Pathum Wan
- Chamchuri Square, Sam Yan
- Central Eastwille, Đường Pradit Manutham
- Central Westwille, Đường Ratchapuek
- Central Park, Đường Rama IV

## E
- Emporium, Đường Sukhumvit
- EmQuartier, Đường Sukhumvit
- EmSphere, Đường Sukhumvit
- Esplanade, Thailand Cultural Centre

## F
- Fashion Island, Đường Raminthra
- Future Park, Rangsit

## G

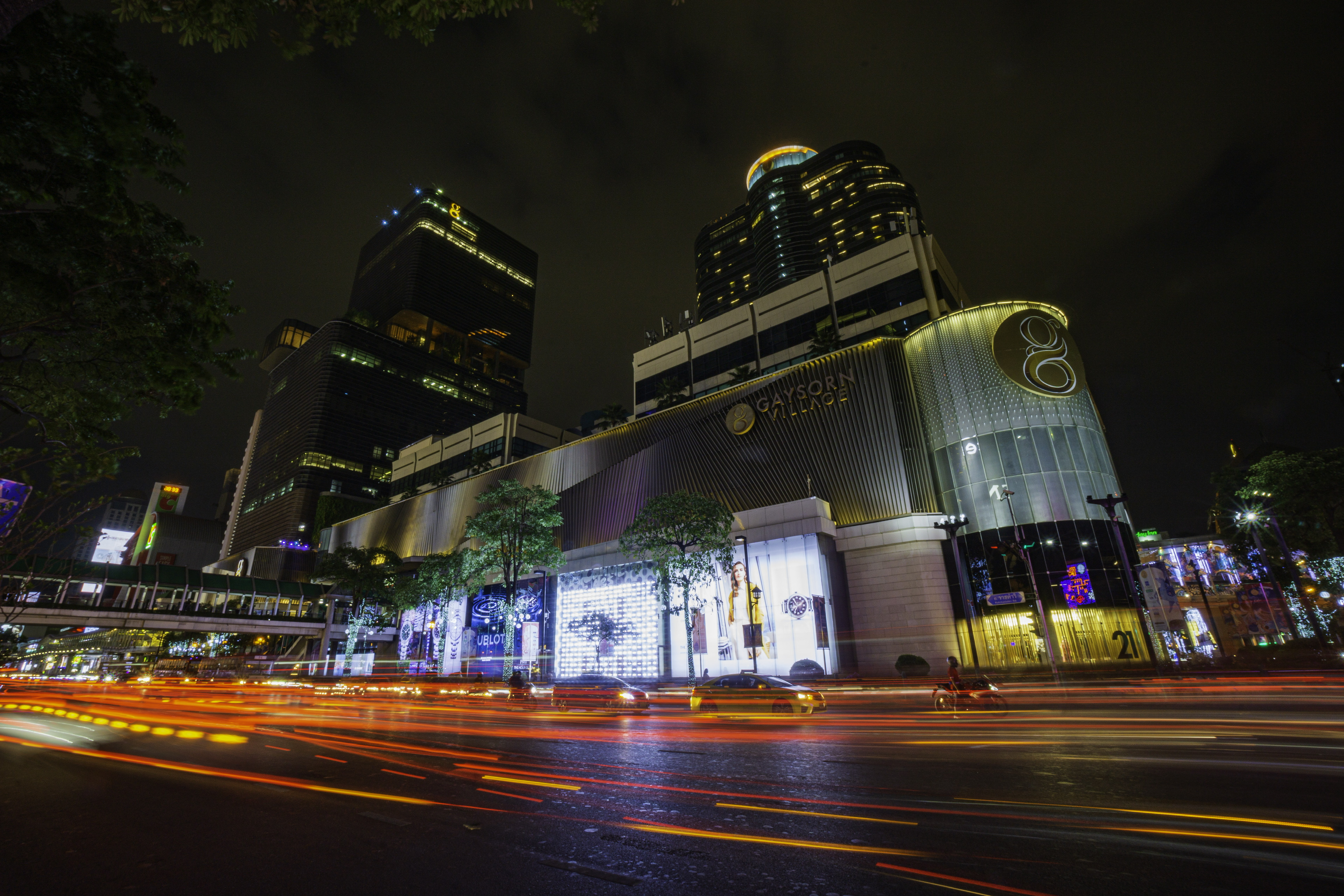
Gaysorn Village

- Gaysorn Village, Ratchaprasong

## I
- Iconsiam, Khlong San

## J
- JJ Mall, Chatuchak

## M

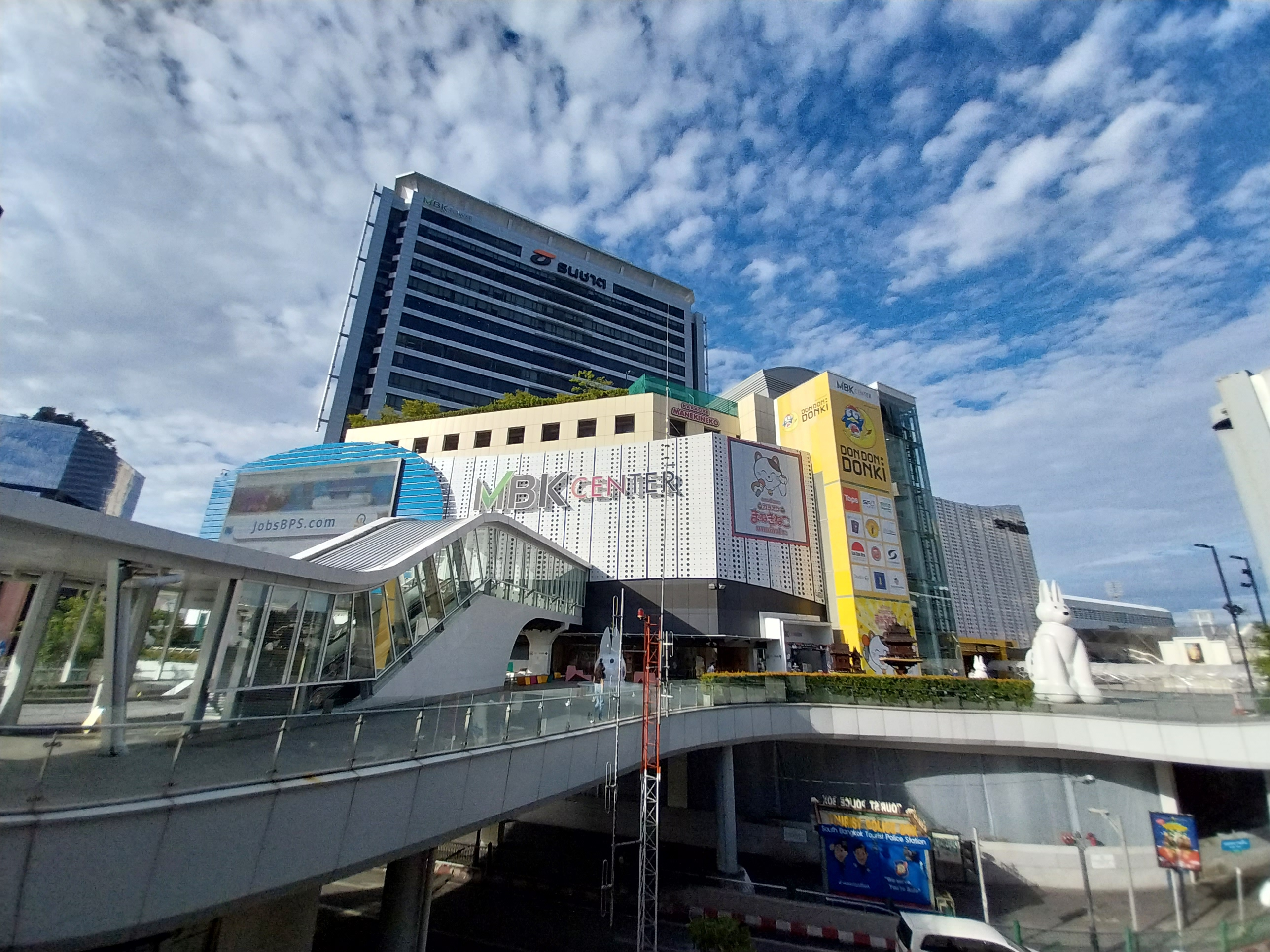
MBK Center

- MBK Center, Nút giao Pathum Wan
- Mega Bangna, Bangna
- M Lifestore Thapra
- M Lifestore Ngamwongwan
- M Lifestore Bangkhae
- M Lifestore Bangkapi
- M Lifestore Ramkamhaeng

## N
- The Nightingale-Olympic, Phra Nakhon

## O
- Old Siam Plaza, Phahurat

## P

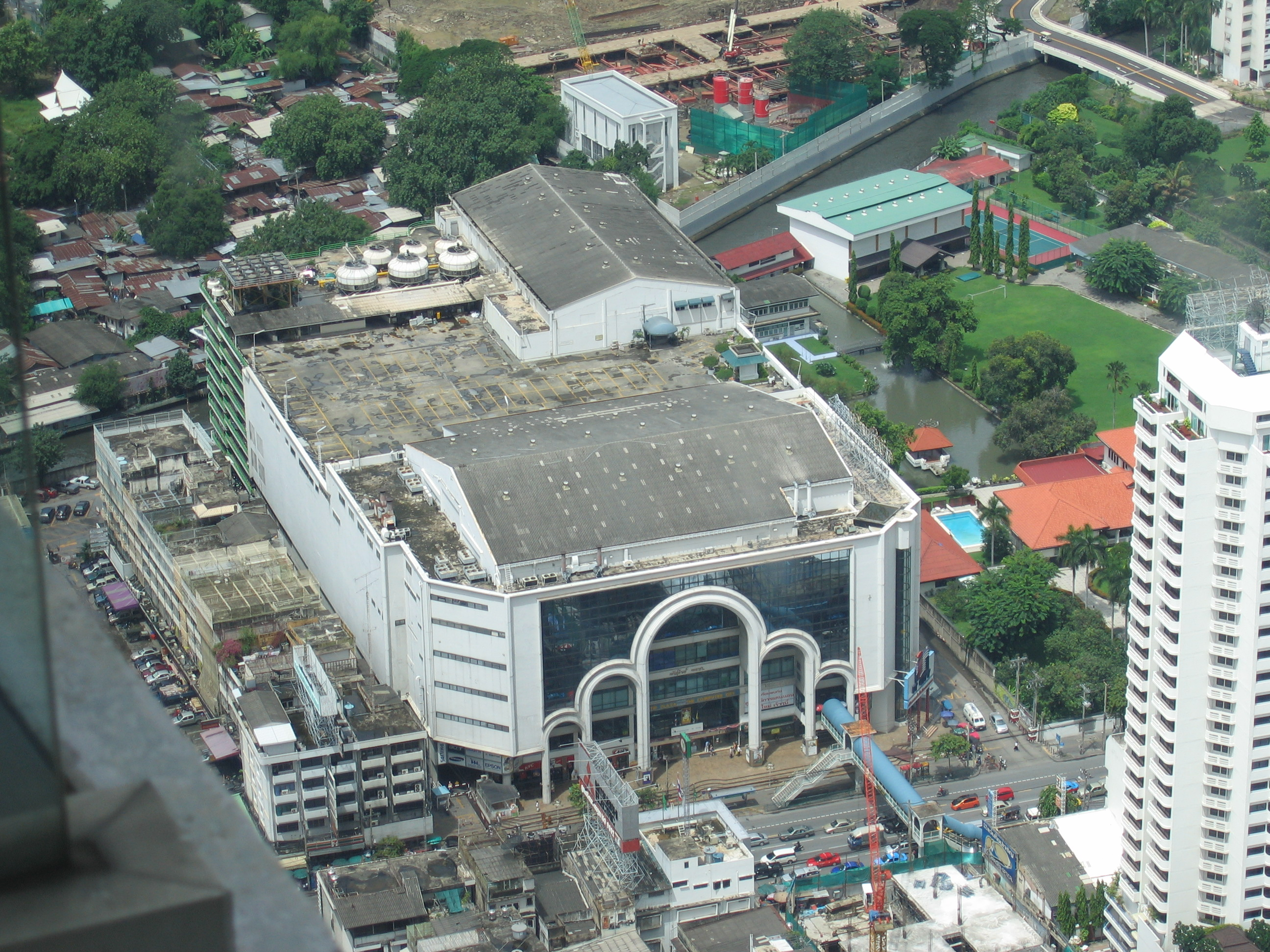
Pantip Plaza

- Pantip Plaza, Pratunam
- Paradise Park, Đường Srinakharin
- Platinum Fashion Mall, Pratunam

## R
- River City Shopping Complex, Bangrak

## S

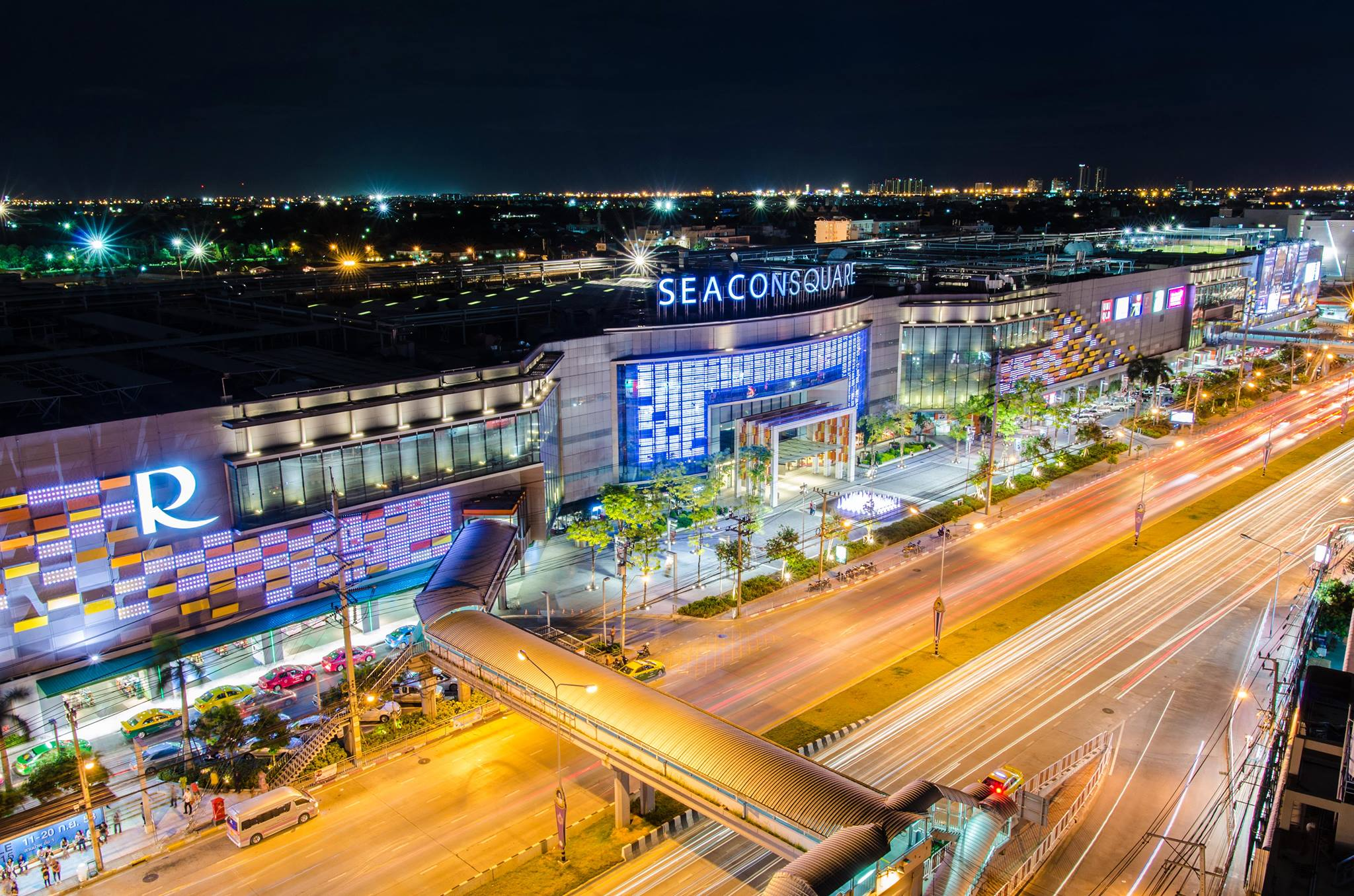
Seacon Square

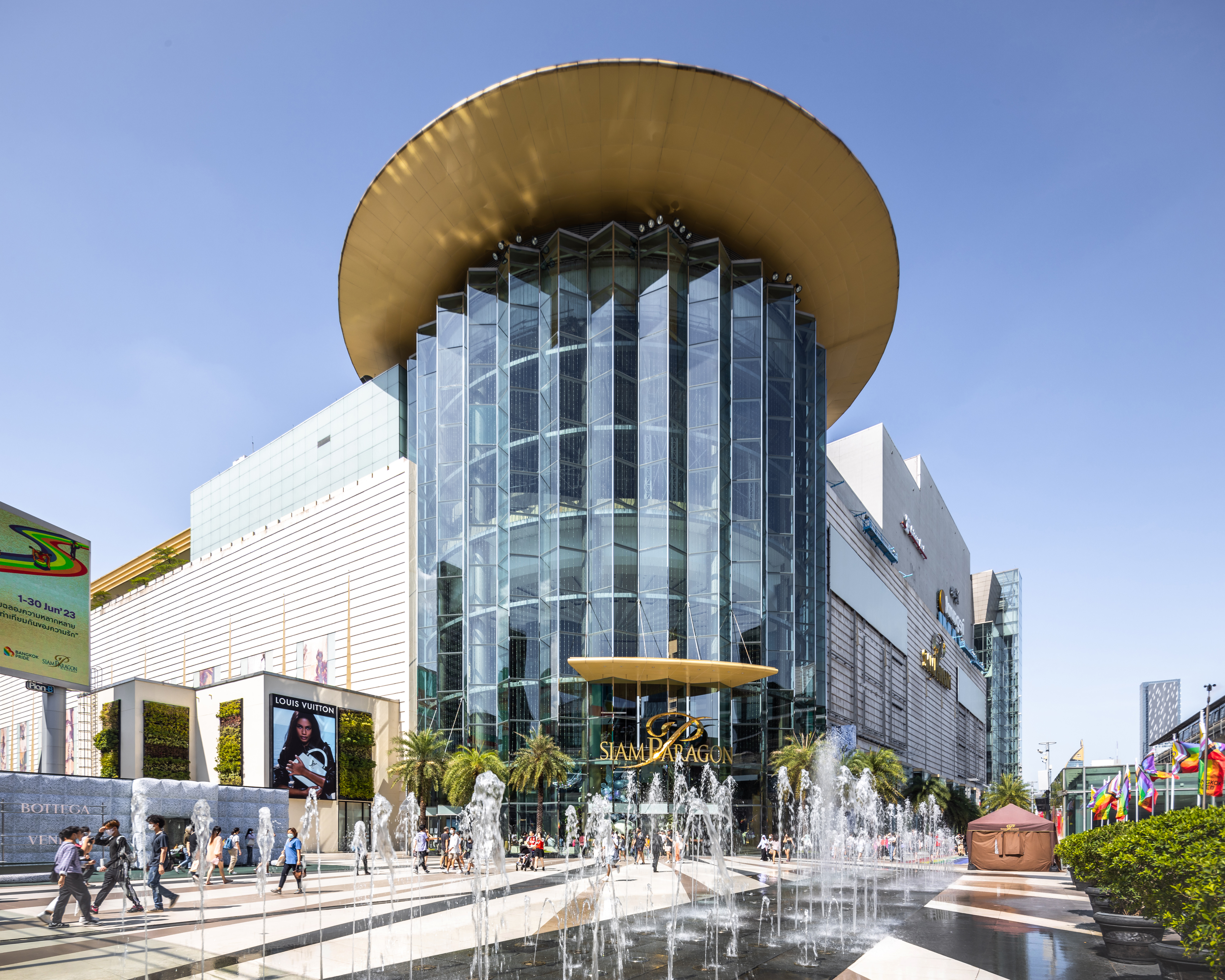
Siam Paragon

- SCB Park Plaza, Chatuchak
- Seacon Bangkae, Đường Phetkasem
- Seacon Square, Đường Srinakharin
- Siam Center, Siam Square
- Siam Paragon, Chaloem Phao
- Siam Discovery, Đường Phayathai

## T

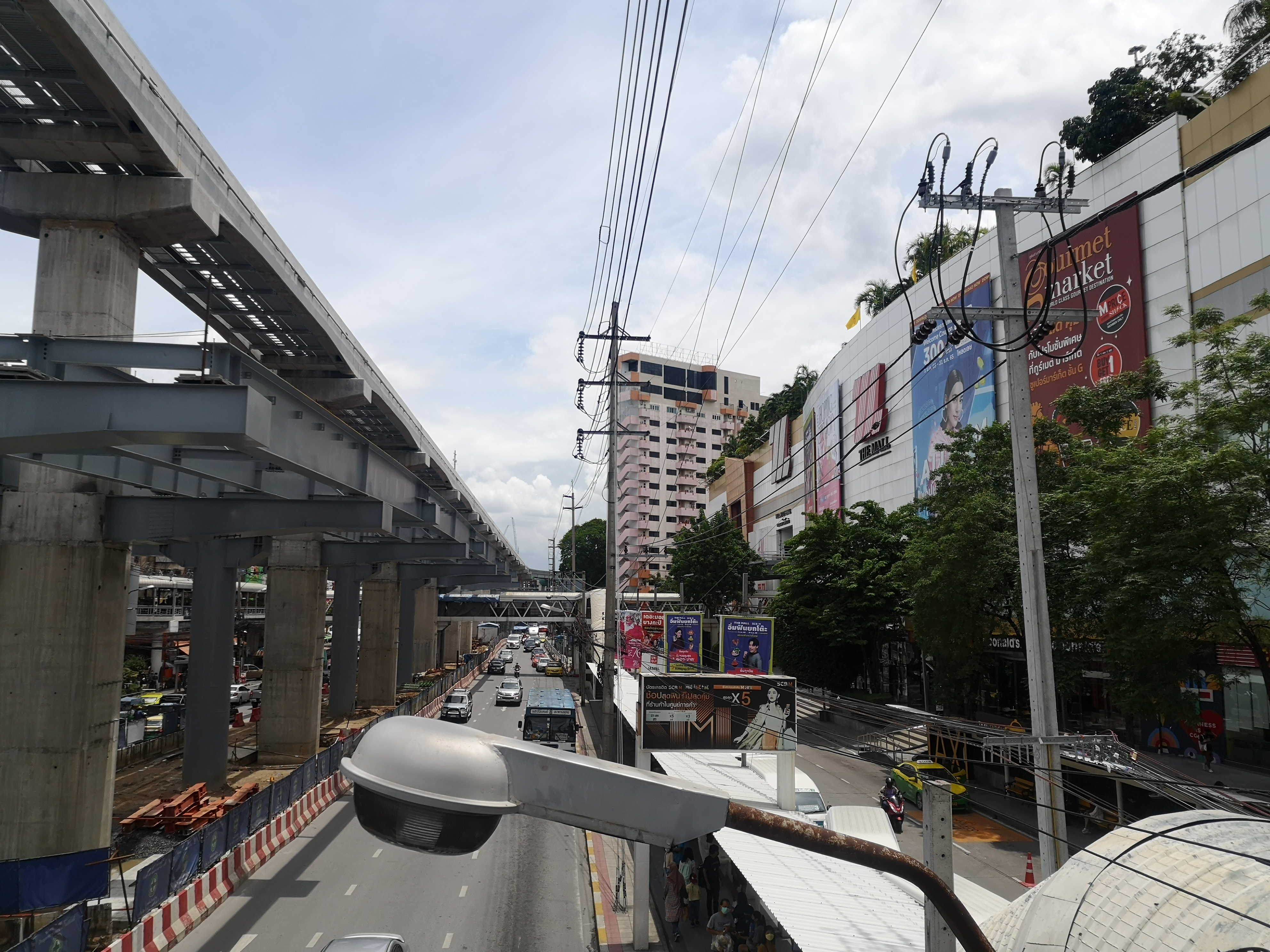
M Lifestore Bangkapi

- Terminal 21 Asok
- Terminal 21 Rama III

## U
- Union Mall, Đường Lat Phrao

## Y

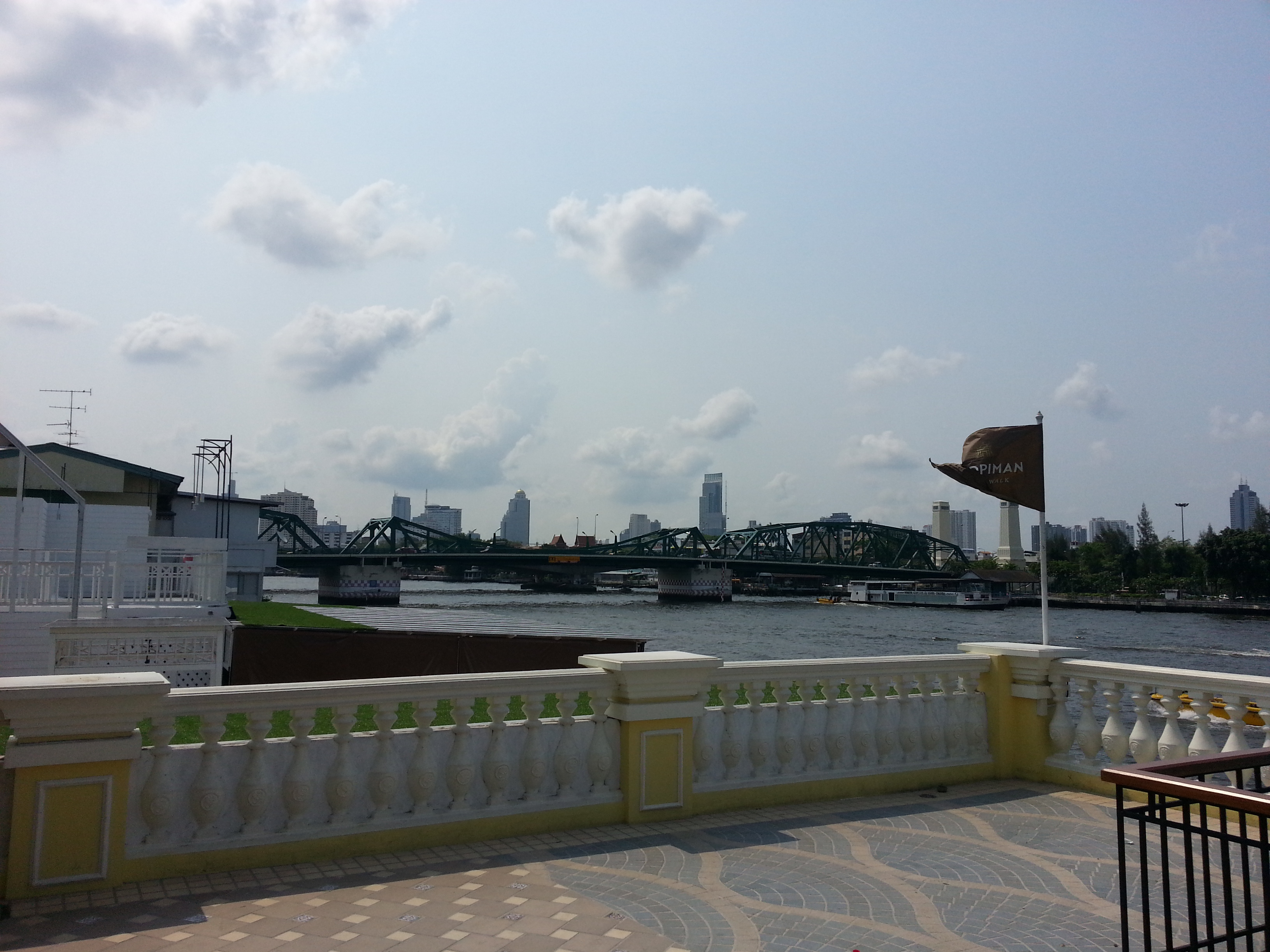
Lối đi bộ Yodpiman Riverwalk, đi đến Cầu Tưởng niệm

- Yodpiman Riverwalk, Pak Khlong Talat

## Z
- Zeer Rangsit